# Comunes de la Polinèsia Francesa

comunes i subdivisions administratives de la Polinèsia francesa

La col·lectivitat d'ultramar de la Polinèsia Francesa comprèn nombroses illes que són aplegades en cinc arxipèlags, però està dividida administrativament en 48 comunes aplegades en cinc subdivisions o districtes, també adaptats a la legislació tradicional local.
Notes:
- L'Illa (deshabitada) de Clipperton (a l'est de l'oceà Pacífic septentrional al llarg de la costa de Mèxic) no hi està vinculada administrativament, però només és gestionada administrativament en nom de l'Estat francès (i no el de Govern de la Polinèsia) per l'Alt Comissionat de la República resident a la Polinèsia Francesa. Les col·lectivitats locals de la Polinèsia francesa no hi tenen cap paper en la gestió de l'illa, molt llunyana de la Polinèsia.
- Els noms de les comuness i localitats sovint poden contenir sovint una consonants guturals suplementària, representada per l'apòstrof (normalment invertit per distingir-lo de l'apòstrof d'elisió francès, també substituït amb més freqüència per un accent greu en la vocal següent) en tahitià o en altres idiomes melanesis o polinesis; aquest apòstrof encara és absent en l'antiga toponímia oficial francesa, encara que el tahitià té un estatus oficial reconegut a nivell local (a més del francès) en la legislació tradicional de la Col·lectivitat. Els llocs oficials de les comunes corresponents mostren aquests apòstrofs. La seva escriptura pot variar d'una font oficial a una altra (i en funció de la data de llur publicació), però és preferible conservar o restaurar on es troben omeses sovint (la majoria de les fonts més recents ja no ometen aquests apòstrofs guturals, tot i que és corrent l'ús dels mateixos apòstrofs que en francès).
- No obstant això, la classificació de les vocals llargues (generalment amb una ratlla llarga al damunt) gairebé sempre s'omet en els topònims polinesis.

## Per subdivisió
La divisió el comunes es va dur a terme arran de la llei núm. 71-1028 de 24 de desembre de 1971 (JO de 25 de desembre de 1971) i del decret núm 72-407 de 17 de maig de 1972 (JO del 20 de maig de 1972 i de 9 de juliol de 1972).
L'agrupament en 5 subdivisions, que mostra la llista següent, fou aprovada mitjançant decret núm 72-408 del 17 de maig de 1972 (JO de 20 maig de 1972) :
- Illes Marqueses :
  - comuna de Fatu Hiva
  - comuna de Hiva Oa
  - comuna de Nuku Hiva (capital)
  - comuna de Tahuata
  - comuna d'Ua Huka
  - comuna d'Ua Pou

- Illes del Vent :
  - comuna d'Arue
  - comuna de Faa‘a
  - comuna de Hitia’a O Te Ra
  - comuna de Mahina
  - comuna de Moorea-Maiao
  - comuna de Paea
  - comuna de Papara
  - comuna de Papeete (capital)
  - comuna de Pirae
  - comuna de Punaauia
  - comuna de Taiarapu-Est
  - comuna de Taiarapu-Oest
  - comuna de Teva I Uta

- Illes Tuamotu-Gambier (on Papeete és la seu administrativa provissional) :
  - comuna d'Anaa
  - comuna d'Arutua
  - comuna de Fakarava
  - comuna de Fangatau
  - comuna de les Gambier
  - comuna d'Hao
  - comuna d'Hikueru
  - comuna de Makemo
  - comuna de Manihi
  - comuna de Napuka
  - comuna de Nukutavake
  - comuna de Puka Puka
  - comuna de Rangiroa
  - comuna de Reao
  - comuna de Takaroa
  - comuna de Tatakoto
  - comuna de Tureia

- Illes Australs
  - comuna de Raivavae
  - comuna de Rapa
  - comuna de Rimatara
  - comuna de Rurutu
  - comuna de Tubuai (capital)

- Illes de Sotavent
  - comuna de Bora Bora
  - comuna de Huahine
  - comuna de Maupiti
  - comuna de Tahaa
  - comuna de Taputapuatea
  - comuna de Tumaraa
  - comuna d'Uturoa (capital)

## Llista de les comunes
Les mateixes comunes (Polinèsia Francesa té 259.706 habitants el 2007, una densitat de població de 71,1 hab./km²). La població mitjana de les comunes és de 5.137 habitants.
|    | Nom             | Població (2007) | Superfície (km²) | Densitat (hab./km²) | Codi INSEE | Subdivisió        |
| -- | --------------- | --------------- | ---------------- | ------------------- | ---------- | ----------------- |
| 1  | Faa'a           | 29.851          | 34.2             | 831                 | 98715      | Illes del Vent    |
| 2  | Papeete         | 26.017          | 19               | 1 343               | 98735      | Illes del Vent    |
| 3  | Punaauia        | 25.441          | 76               | 313                 | 98738      | Illes del Vent    |
| 4  | Moorea-Maiao    | 16.490          | 134              | 110                 | 98729      | Illes del Vent    |
| 5  | Pirae           | 14.475          | 35               | 424                 | 98736      | Illes del Vent    |
| 6  | Mahina          | 14.369          | 52               | 264                 | 98725      | Illes del Vent    |
| 7  | Paea            | 12.084          | 65               | 190                 | 98733      | Illes del Vent    |
| 8  | Taiarapu-Est    | 11.549          | 216              | 49                  | 98747      | Illes del Vent    |
| 9  | Papara          | 10.615          | 93               | 104                 | 98734      | Illes del Vent    |
| 10 | Arue            | 9.458           | 16               | 582                 | 98712      | Illes del Vent    |
| 11 | Bora Bora       | 8.927           | 38               | 192                 | 98714      | Illes de Sotavent |
| 12 | Hitia'a O Te Ra | 8.683           | 218              | 38                  | 98722      | Illes del Vent    |
| 13 | Teva I Uta      | 8.589           | 120              | 66                  | 98752      | Illes del Vent    |
| 14 | Taiarapu-Oest   | 7.002           | 104              | 59                  | 98748      | Illes del Vent    |
| 15 | Huahine         | 5.999           | 74               | 78                  | 98724      | Illes de Sotavent |
| 16 | Tahaa           | 5.003           | 88               | 55                  | 98745      | Illes de Sotavent |
| 17 | Taputapuatea    | 4.614           | 83               | 50                  | 98750      | Illes de Sotavent |
| 18 | Uturoa          | 3.778           | 16               | 223                 | 98758      | Illes de Sotavent |
| 19 | Tumaraa         | 3.632           | 71               | 48                  | 98754      | Illes de Sotavent |
| 20 | Rangiroa        | 3.210           | 145              | 21                  | 98740      | Tuamotu-Gambier   |
| 21 | Nuku Hiva       | 2.660           | 387              | 7                   | 98731      | Illes Marqueses   |
| 22 | Hiva Oa         | 2.300           | 316              | 6                   | 98723      | Illes Marqueses   |
| 23 | Ua Pou          | 2.157           | 105              | 21                  | 98757      | Illes Marqueses   |
| 24 | Rurutu          | 2.088           | 29               | 75                  | 98744      | Illes Australs    |
| 25 | Tubuai          | 2.050           | 45               | 48                  | 98753      | Illes Australs    |
| 26 | Arutua          | 1.759           | 46               | 31                  | 98713      | Tuamotu-Gambier   |
| 27 | Fakarava        | 1.578           | 110              | 14                  | 98716      | Tuamotu-Gambier   |
| 28 | Takaroa         | 1.577           | 35               | 44                  | 98749      | Tuamotu-Gambier   |
| 29 | Makemo          | 1.422           | 100              | 15                  | 98726      | Tuamotu-Gambier   |
| 30 | Manihi          | 1.379           | 25               | 49                  | 98727      | Tuamotu-Gambier   |
| 31 | Hao             | 1.342           | 65               | 23                  | 98720      | Tuamotu-Gambier   |
| 32 | Gambier         | 1.337           | 46               | 24                  | 98719      | Tuamotu-Gambier   |
| 33 | Maupiti         | 1.231           | 14               | 88                  | 98728      | Illes de Sotavent |
| 34 | Raivavae        | 905             | 16               | 62                  | 98739      | Illes Australs    |
| 35 | Anaa            | 827             | 56               | 11                  | 98711      | Tuamotu-Gambier   |
| 36 | Rimatara        | 785             | 9                | 91                  | 98743      | Illes Australs    |
| 37 | Tahuata         | 671             | 69               | 10                  | 98747      | Illes Marqueses   |
| 38 | Fatu Hiva       | 587             | 84               | 7                   | 98718      | Illes Marqueses   |
| 39 | Ua Huka         | 571             | 83               | 7                   | 98756      | Illes Marqueses   |
| 40 | Reao            | 567             | 18               | 31                  | 98742      | Tuamotu-Gambier   |
| 41 | Rapa            | 482             | 40               | 12                  | 98741      | Illes Australs    |
| 42 | Tureia          | 371             | 7                | 43                  | 98755      | Tuamotu-Gambier   |
| 43 | Napuka          | 307             | 12               | 25                  | 98730      | Tuamotu-Gambier   |
| 44 | Nukutavake      | 319             | 12               | 23                  | 98732      | Tuamotu-Gambier   |
| 45 | Hikueru         | 268             | 15               | 13                  | 98721      | Tuamotu-Gambier   |
| 46 | Fangatau        | 252             | 14               | 19                  | 98717      | Tuamotu-Gambier   |
| 47 | Tatakoto        | 233             | 7                | 35                  | 98751      | Tuamotu-Gambier   |
| 48 | Puka Puka       | 197             | 8                | 25                  | 98737      | Tuamotu-Gambier   |

Fonts: www.polynesie-francaise.pref.gouv.fr, INSEE - Code oficial geogràfic 2005, INSEE - Codi oficial geogràfic 2005